# Asternoseiidae
Famille
Les Asternoseiidae sont une famille d'acariens mesostigmates. On connaît deux genres et trois espèces.

## Liste des genres
- Asternoseius Berlese, 1910
- Holostethus Karg & Schorlemmer, 2011

## Publication originale
- Valle, 1954 : Revisione dell‘Acarotheca Canestrini. Memorie dalle Accademia patavina di Scienze, Lettere ed Arti: Classe di Scienze Matematiche e Naturali  (1954–55), vol. 67, p. 1–37.